# Chipotle Mexican Grill

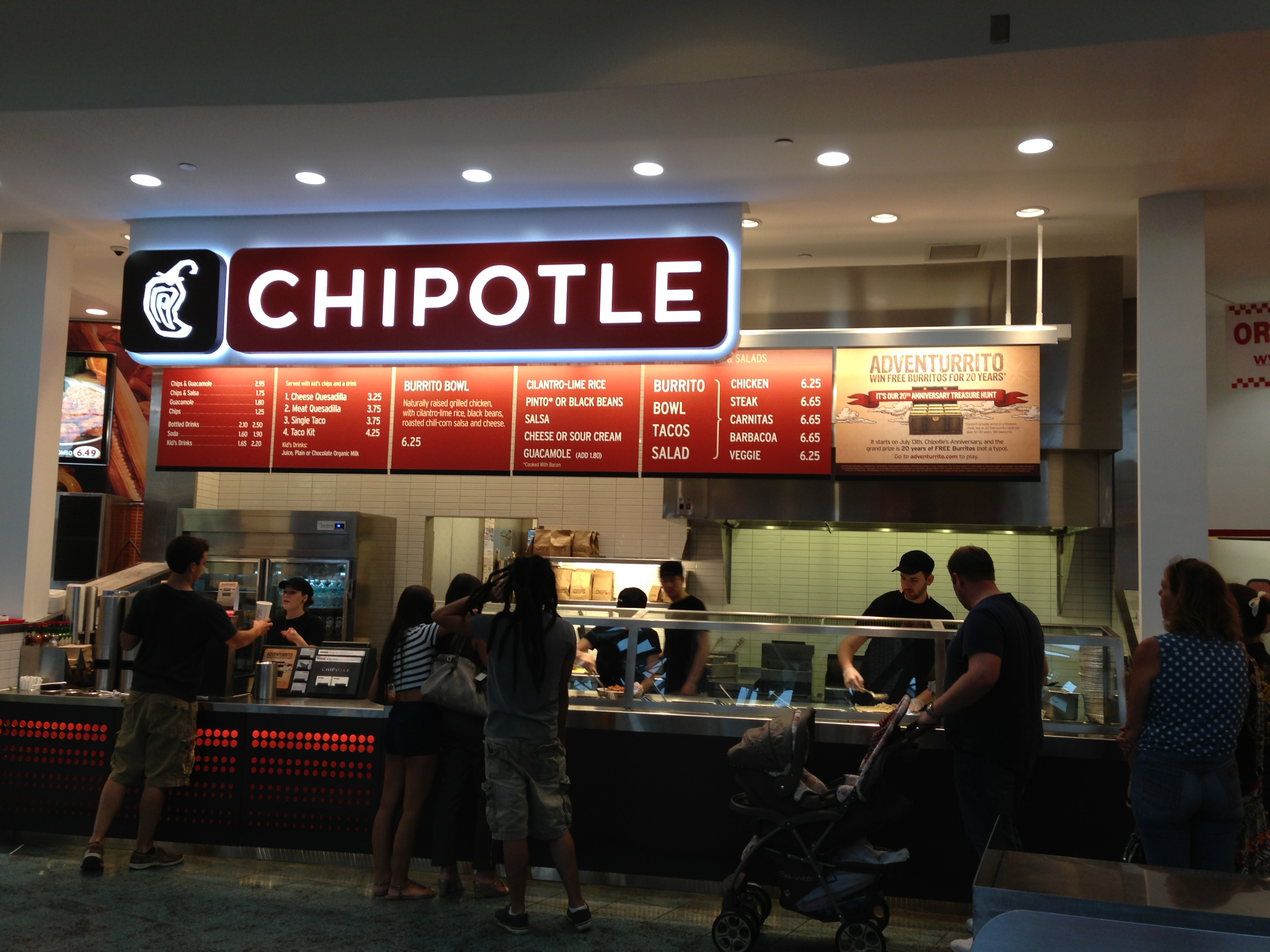
Ein Chipotle-Restaurant in Brandon, Florida, mit der typischen Anordnung der Service-Line und der Speisekarte oben

Chipotle Mexican Grill [tʃɪˈpoʊtleɪ] ist eine US-amerikanische Schnellrestaurantkette, die mexikanisches Essen wie Burritos oder Tacos verkauft. Der Firmensitz der Kette befindet sich in Denver, Colorado.
Das Unternehmen wurde 1993 von Steve Ells mit einer ersten Filiale in Denver nahe der Universität gegründet. Während der letzten Jahre wurden überall in den USA weitere Filialen eröffnet. 1997 stieg McDonald’s mit einer kleinen Beteiligung in das Unternehmen ein und erhöhte diese jährlich, so dass McDonald’s 2005 eine Beteiligung von 92 % an Chipotle besaß. Seit Oktober 2006 sind diese vollständig abgestoßen. Seitdem sind die Aktien überwiegend im Streubesitz institutioneller Anleger.
Ähnlich wie bei Subway werden auch hier die Gerichte vor den Augen des Kunden nach dessen Wünschen frisch zubereitet. Der Kunde wählt zwischen den verschiedenen Menüs aus und entscheidet, welche Beilagen, wie Fleisch oder Gemüse, er dazu möchte. Zum Service von Chipotle gehört es auch, dass eine Bestellung unterwegs bzw. online abgegeben werden kann und damit das Essen dann an einem Pick-Up-Schalter fertig und abholbereit steht.
Chipotle strebt dabei im Rahmen des Konzeptes „Food with Integrity“ an, ausschließlich Fleisch von Tieren zu verwenden, die möglichst ohne antibiotische oder hormonelle Behandlung aufgezogen wurden.
Im Jahr 2011 eröffnete das Unternehmen die erste Filiale der Kette Shophouse Southeast Asian Grill in Washington D. C. Während das Bedienkonzept dem der Chipotle-Filialen gleicht, wird hier jedoch Essen aus verschiedenen asiatischen Küchen angeboten. Darüber hinaus ist Chipotle an der in Colorado ansässigen Kette Pizzeria Locale beteiligt.
2013 hatte das Unternehmen 1.595 Filialen mit einem Wachstum von 20 %. Im gleichen Jahr wurde in Frankfurt die erste Filiale in Deutschland eröffnet, eine zweite folgte im April 2019 ebenfalls in Frankfurt. Chipotle ist auch mit acht Filialen in England und sechs Filialen in Frankreich vertreten.
Ende 2015 hatte Chipotle mehr als 1.900 Outlets und erzielte einen Umsatz von mehr als 4 Mrd. US-$. Allerdings hatte sich das Umsatzwachstum in den ersten neun Monaten 2015 gegenüber 16,8 % im Vorjahr auf 5,5 % verringert. Nachdem es im Herbst 2015 zahlreiche Fälle von Infektionen mit E.-coli-Bakterien bei Chipotle-Gästen gegeben hatte und rund 50 Restaurants vorsorglich geschlossen wurden, verzeichnete das Unternehmen im 4. Quartal 2015 Umsatzeinbrüche von rund 15 %, im Dezember sogar 30 %.
Chipotle Mexican Grill war von 2007 bis 2008 Sponsor von Garmin-Chipotle und von 2011 bis 2012 Sponsor vom Chipotle-First Solar Development Team.